# جولداس
جولداس أو جولداس للمجوهرات هي شركة تركية لتصنيع المجوهرات ومبيعات التجزئة.  تقوم جولداس بتسويق عروض منتجاتها تحت أسماء تجارية متعددة بما في ذلك جولداس و أسورتي و سيلفر ديزاين و ويدينج ديزاين و دانتيل و شيب جولد وشيب سيلفر.

## روابط خارجية
- الموقع الرسمي
- المعلومات المالية عن Goldaş نسخة محفوظة 28 سبتمبر 2011 على موقع واي باك مشين.
- مواقع مكتب جولداش الإقليمي
- فيديو ترويجي لـ Goldaş
- مقالات Goldaş من www.hurriyetdailynews.com
- مقالات جولداش من www.aa.com.tr (بالتركية) نسخة محفوظة 25 يوليو 2011 على موقع واي باك مشين.[ رابط معطل دائم ]